# 东寺、西寺
东寺、西寺，位于中国青海省平安县沙沟乡大寨子村，为青海省市县级文物保护单位，公布日期为1987年6月2日，类型为古建筑。
东寺、西寺的历史年代为清。